# Coptodisca lucifluella
Coptodisca lucifluella is een vlinder uit de familie van de Heliozelidae. De wetenschappelijke naam van de soort is voor het eerst geldig gepubliceerd in 1860 door Clemens.
De soort komt van oorsprong voor in het oosten van de Verenigde Staten, van Texas tot New York. De soort leeft daar op verschillende soorten Carya als bladmineerder en is een milde plaag in de teelt van pecannoot (Carya illinoinensis). In 2010 werd de soort aangetroffen in Italië in walnootboomgaarden (Juglans regia), een andere boom uit dezelfde familie als het geslacht Carya. Vermoedelijk is de soort in Italië door de mens geïntroduceerd en daar overgestapt op een andere waardplant.